# Georg Zenker (Künstler)
Oskar Georg Zenker (* 1. August 1869 in Leipzig; † 6. April 1933 in Burg Stargard) war ein deutscher Maler und Innenarchitekt.

## Leben
Zenker entstammte einer angesehenen Leipziger Kaufmannsfamilie. Sein Großvater war der Leipziger Stadtrat Ludwig Zenker (1797–1842), sein Vater der Justizrat und stellvertretende Vorsitzende der Leipziger Stadtverordneten Julius Oskar Zenker (1837–1895), der 1866 Charlotte Anna Elisabeth Wendler (* 1841) geheiratet hatte. Sein Neffe war der Leutnant zur See Wolfgang Zenker.
Nach seiner schulischen Ausbildung begann Georg Zenker ein Studium an der Leipziger Kunstgewerbeschule und wechselte anschließend an die Technische Hochschule nach München. Seine künstlerische Ausbildung setzte er an der Dresdner Kunstakademie und an der privaten Malschule von Friedrich Fehr in München fort.
Von 1896 bis 1897 unternahm er eine Studienreise nach Rom, wo er sich insbesondere dem Studium der großen Meister der Frührenaissance widmete.

### Kunstschaffen
Georg Zenker machte sich vor allem mit der künstlerischen Ausgestaltung von Innenräumen bekannt. 1914 erhielt er auf der Bugra den goldenen Preis für seine Entwürfe auf diesem Gebiet zuerkannt.
Bereits während seines Romaufenthaltes stattete er den Saal des Deutschen Künstlervereins im Palazzo Serlupi mit dem Deckenfresko Genius der Kunst aus.
In dieser Zeit entstand auch sein erstes größeres Gemälde Frühling in der Campagna, das in Kunstkreisen große Beachtung erfuhr.
In Folge widmete er sich vor allem der Porträtmalerei, war aber auch als Landschaftsmaler und Grafiker erfolgreich.

Werke (Auswahl)
Frühling in der Campagna
Idyllische Dorfstraße
Im Park
Madeleine (Rötelzeichnung)
Venus

### Familie

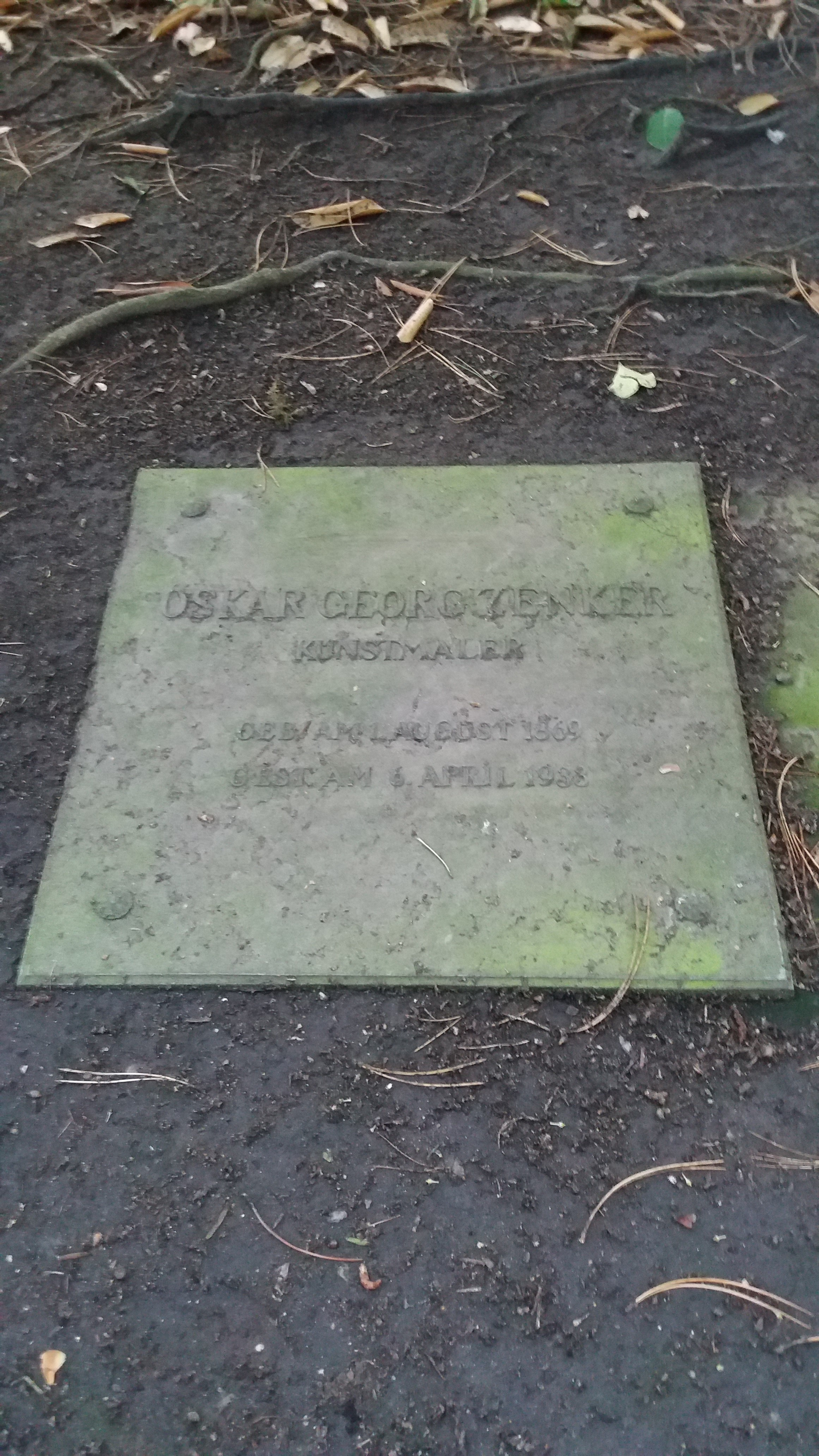
Grabplatte Oskar Georg Zenker

Zenker war seit 1900 mit Doris Mehlgarten (* 14. Januar 1878 in Leipzig; † 6. August 1972 in München), einer Urenkelin des Verlegers Benedictus Gotthelf Teubner, verheiratet. Der Ehe entstammten die Töchter Vera (1901–1985) und Marion (1905–1990).
In zweiter Ehe war er verheiratet mit Laura Kramer. Aus dieser Ehe ging der Sohn Heinz Zenker (* 14. Januar 1912 in Berlin; † Nacht vom 6./7. Mai 1970 in Delmenhorst) hervor. Dieser war Schauspieler und später u. a. geschäftsführender Direktor an den Stadttheatern Delmenhorst und Oldenburg.
Zenker starb im Alter von 63 Jahren. Seine Asche wurde im Familiengrab auf dem Südfriedhof in Leipzig beigesetzt.